# Kathryn Beaumont
Kathryn Beaumont (Londen, 27 juni 1938) is een Engels actrice, stemactrice, zangeres en voormalig lerares. Zij is bekend door het inspreken van de stemmen in Disney-animatiefilms. Zij was de stem van Alice in Alice in Wonderland (1951) en Wendy Darling in Peter Pan (1953). Hiervoor werd zij in 1998 uitgeroepen tot Disney Legend. Walt Disney persoonlijk heeft haar geselecteerd voor deze rollen na het bekijken van de film On an Island with You (1948), waarin ze een kleine rol speelde. Beaumont leende ook haar stem voor de rol van Alice in twee afleveringen van de animatieserie van Disney's House of Mouse (2001-2003) en voor zowel Alice als Wendy in het videospel Kingdom Hearts.
In 2005 stopte Beaumont met het werk aan de stemmen van Alice en Wendy. Haar rollen werden overgenomen door Hynden Walch.

## Biografie
Beaumont was dochter van Evelyn en Kenneth Beaumont in Engeland. Haar moeder was danseres, haar vader was zanger.

## Loopbaan
Het debuut van Beaumont was een kleine rol in de speelfilm It Happend One Sunday (1944), die de aandacht trok bij Metro-Goldwyn-Mayer. Hij bood haar een contract aan. Zij vertelt daar zelf over dat MGM van plan was om films met Britse personages en Britsachtige verhalen te gaan maken. "Omdat ideeën echter komen en gaan, lieten ze het idee op de plank liggen. Ze gaven mij een contract, maar daar gebeurde niets mee." Ondanks dit, speelde ze vele kleine rollen in films van MGM, zoals On an Island with You (1948), The secret Graden (1949) en Challenge tot Lassie (1949).
Nadat ze verhuisd was naar Los Angeles, ging Walt Disney Pictures jonge Britse actrices werven voor de animatiefilm Alice in Wonderland (1951). Beaumont deed auditie en kreeg de rol. Zij ging werken onder stemregisseur Winston Hibler. Vervolgens zette Disney haar in als de stem van Wendy Darling in de film, Peter Pan (1953). Beaumont functioneerde ook als model voor beide personages met het live voorspelen als hulpmiddel voor de animatoren. Voor de rol van Wendy, werd zij opgehangen om het vliegen te simuleren, hoewel zij hoogtevrees had.

## Persoonlijk leven
Na het voltooien van de film Peter Pan vervolgde Beaumont haar middelbareschoolopleiding en schreef zij zich in aan de University of Southern California, waar ze een leraarsdiploma kreeg. Beaumont werkte daarna als leerkracht op een basisschool in Los Angeles.
Beaumont trouwde in 1985 met Allen Levine.

### Film en televisie
| Jaar | Titel                                       | Rol               | Noten                                                  |
| ---- | ------------------------------------------- | ----------------- | ------------------------------------------------------ |
| 1944 | It Happened One Sunday                      | Jill Buckland     | Zonder credits                                         |
| 1948 | On an Island with You                       | Penelope Peabody  |                                                        |
| 1949 | The Secret Garden                           | Muriel            | Zonder credits                                         |
| 1949 | Challenge to Lassie                         | Tenement Child    | Zonder credits                                         |
| 1950 | One Hour in Wonderland                      | Zichzelf / Alice  |                                                        |
| 1951 | Operation Wonderland                        | Zichzelf/ Alice   |                                                        |
| 1951 | The Fred Waring Show                        | Alice             |                                                        |
| 1951 | Alice in Wonderland                         | Alice             | Stemacteur                                             |
| 1953 | Peter Pan                                   | Wendy Darling     | Stemacteur                                             |
| 1955 | TV Reader's Digest                          | Priscilla Mullins | Episode: "The Voyage of Captain Tom Jones, the Pirate" |
| 1958 | From All of Us to All of You                | Alice / Wendy     | Stemacteur                                             |
| 2002 | Disney's House of Mouse                     | Alice             | 2 episodes; Stemacteur                                 |
| 2003 | 101 Dalmatians II: Patch's London Adventure | Crystal           | Stemacteur                                             |

### Computerspellen
| Jaar | Titel                          | Rol                   | Noten      |
| ---- | ------------------------------ | --------------------- | ---------- |
| 1999 | Disney's Villains' Revenge     | Alice                 | Stemacteur |
| 2002 | Kingdom Hearts                 | Alice / Wendy Darling | Stemacteur |
| 2010 | Kingdom Hearts: Birth by Sleep | Kairi's Grandma       | Stemacteur |
| 2013 | Kingdom Hearts HD 1.5 Remix    | Alice / Wendy Darling | Stemacteur |
| 2014 | Kingdom Hearts HD 2.5 Remix    | Kairi's Grandma       | Stemacteur |
| 2016 | Kingdom Hearts χ               | Kairi's Grandma       | Stemacteur |